# Liste der Bodendenkmäler in Untermerzbach
Auf dieser Seite sind die Bodendenkmäler in der unterfränkischen Gemeinde Untermerzbach zusammengestellt. Diese Tabelle ist eine Teilliste der Liste der Bodendenkmäler in Bayern. Grundlage ist die Bayerische Denkmalliste, die auf Basis des Bayerischen Denkmalschutzgesetzes vom 1. Oktober 1973 erstmals erstellt wurde und seither durch das Bayerische Landesamt für Denkmalpflege geführt wird. Die folgenden Angaben ersetzen nicht die rechtsverbindliche Auskunft der Denkmalschutzbehörde.

Wappen von Untermerzbach

Diese Liste gibt den Fortschreibungsstand vom 4. Juli 2018 wieder und enthält 17 Bodendenkmäler.

## Bodendenkmäler nach Gemarkung

### Gereuth
| Lage                 | Objekt                                                                                          | Akten-Nr.     | Bild |
| -------------------- | ----------------------------------------------------------------------------------------------- | ------------- | ---- |
| Gereuth 6 (Standort) | Untertägige Bauteile der bestehenden St.-Philippus-Kirche (Baudenkmal D-6-74-210-18) in Gereuth | D-6-5830-0029 |      |

### Gleusdorf
| Lage                                                      | Objekt                                                                                    | Akten-Nr.     | Bild |
| --------------------------------------------------------- | ----------------------------------------------------------------------------------------- | ------------- | ---- |
| In einem Waldgebiet nordwestlich von Landsbach (Standort) | Bestattungsplatz mit Grabhügeln vorgeschichtlicher Zeitstellung                           | D-6-5931-0001 |      |
| Kirchberg 14 (Standort)                                   | Untertägige Bauteile der frühneuzeitlichen Kirche (Baudenkmal D-6-74-210-18) in Gleusdorf | D-6-5931-0002 |      |

### Lichtenstein
| Lage                                                            | Objekt | Akten-Nr.     | Bild           |
| --------------------------------------------------------------- | --- | ------------- | -------------- |
| in einem Waldgebiet zwischen Buch und Wüstenwelsberg (Standort) | Mittelalterlicher Burgstall „Gutenfels“ | D-6-5830-0013 | weitere Bilder |
| in einem Waldgebiet nordöstlich von Buch (Standort)             | Mittelalterlicher Burgstall; Einbindung dessen in einen Landschaftsgarten inzwischen Baudenkmal D-6-74-210-57 und explizite Erwähnung als Geotop 674G002 | D-6-5830-0018 |                |

### Memmelsdorf i.UFr.
| Lage                                                                  | Objekt | Akten-Nr.     | Bild |
| --------------------------------------------------------------------- | --- | ------------- | ---- |
| in einem Waldgebiet nordöstlich von Setzelsdorf (Standort)            | Mittelalterlicher Burgstall | D-6-5831-0001 |      |
| zwischen Alster und Reußenberg(-straße) (Standort)                    | Fundamente einer abgegangenen Burganlage des späten Mittelalters und der frühen Neuzeit                                                                          | D-6-5831-0004 |      |
| südöstlich von Memmelsdorf über mehrere Äcker verteilt (Standort)     | Freilandstation des Endpaläolithikums und des Mesolithikums | D-6-5831-0006 |      |
| unterhalb des südwestlichen Neubaugebietes von Memmelsdorf (Standort) | Siedlung der Urnenfelderzeit und der Hallstattzeit | D-6-5831-0007 |      |
| südlich der Kadersmühle (Standort)                                    | Siedlung der Linearbandkeramik | D-6-5831-0008 |      |
| Hauptstraße 7 (Standort)                                              | Untertägige Bauteile der spätmittelalterlichen bis neuzeitlichen Kirche (Baudenkmal D-6-74-210-40) sowie vermutlichKörpergräber des Mittelalters und der Neuzeit | D-6-5831-0009 |      |
| Truschenhof 2 (Standort)                                              | Untertägige Bauteile und Fundamente abgegangener Gebäude der Neuzeit im Bereich des Truschenhofes (Baudenkmal D-6-74-210-49)                                     | D-6-5831-0015 |      |
| Judengasse 6 (Standort)                                               | Archäologische Befunde im Bereich der frühneuzeitlichen ehem. Synagoge (Baudenkmal D-6-74-210-41) von Memmelsdorf i.UFr.                                         | D-6-5831-0009 |      |

### Obermerzbach
| Lage                       | Objekt | Akten-Nr.     | Bild |
| -------------------------- | --- | ------------- | ---- |
| In Obermerzbach (Standort) | Untertägige Bauteile der mittelalterlichen Kirche(Baudenkmal D-6-74-210-43) sowie vermutlich Körpergräber des Mittelalters und der Neuzeit | D-6-5831-0012 |      |

### Untermerzbach
| Lage                                                            | Objekt                                                                                                | Akten-Nr.     | Bild |
| --------------------------------------------------------------- | --- | ------------- | ---- |
| Auf einem Acker zwischen HAS52 und Truschenhofer Weg (Standort) | Siedlung der Linearbandkeramik und Einzelfund eines paläolithischen Faustkeils                        | D-6-5831-0003 |      |
| Nordöstlich Untermerzbachs (Standort)                           | Siedlung der römischen Kaiserzeit                                                                     | D-6-5831-0005 |      |
| Kirchenweg 3 (Standort)                                         | Untertägige Bauteile der spätmittelalterlichen bis frühneuzeitlichen Kirche (Baudenkmal D-6-74-210-3) | D-6-5831-0017 |      |